# Jewhenija Emerald
Jewhenija Emerald (ukrainisch Євгенія Емеральд, englisch Evgeniya Emerald; geboren um 1991) ist eine ukrainische Juwelierin, Influencerin und Mitglied der Streitkräfte der ukrainischen Territorialverteidigung. Sie lebt in Kiew.

## Leben
Emerald stammt aus einer Waffenbesitzer-Familie. Nach eigener Aussage, spielte Emerald schon als kleines Kind nicht mit Puppen, sondern Spielzeugwaffen und habe nicht Model oder Prinzessin, sondern Scharfschützin werden wollen. Im Alter von neun Jahren nahm ihr Vater sie erstmals mit auf die Jagd.
Nach ihrem Schulabschluss durchlief Emerald zunächst eine paramilitärische Ausbildung und wurde Armeereservistin, ehe sie an der Nationale Taras-Schewtschenko-Universität Kiew ein Studium der Rechtswissenschaften, Psychologie und öffentlichen Politik begann und später ein eigenes Juwelierunternehmen gründete. Aus einer ersten Ehe hat sie eine Tochter.
Nach der russischen Invasion auf der Krim und Beginn des Krieges im Donbass im Jahr 2014 meldete Emerald sich freiwillig für den Fronteinsatz, wurde jedoch abgelehnt, da ihre Tochter noch keine drei Jahre alt war.
Nach Beginn des Russischen Überfalls auf die Ukraine am 24. Februar 2022 meldete Emerald sich freiwillig bei den ukrainischen Territorialverteidigungsstreitkräften. Im März/April 2022 wurde Emeralds Einheit nach Butscha verlegt, wo die russische Armee schwere Kriegsverbrechen beging, es folgten Einsätze in Schytomyr, Kiew, Sumy, Charkiw und Saporischschja.
Emeralds Rolle als ausgebildete Scharfschützin und Frau weckte das Interesse internationaler Medien, die sie häufig als ukrainische Jeanne d’Arc bezeichnen. In Deutschland erlangte sie durch eine Dokumentation über das Schicksal von Frauen im Ukraine-Krieg größere Bekanntheit.
Am 14. Oktober 2022, dem Feiertag und Tag der Verteidiger und der Verteidigerinnen der Ukraine, heiratete Emerald den 31-jährigen Jewhen Stipanjuk, den sie kurz nach ihrem Eintritt in die Territorialstreitkräfte kennengelernt hatte; die Verlobung folgte im August 2022. Die Hochzeit fand unweit von Charkiw und der Frontlinie statt. Kurz darauf machte Emerald eine Schwangerschaft publik und verließ den direkten Fronteinsatz.  Am 14. April 2023 wurde ihre zweite Tochter geboren. Im Oktober 2023 gab Emerald bekannt, dass sie sich wegen unüberbrückbarer Differenzen von ihrem Ehemann scheiden lassen werde – nach dem ukrainischen Gesetz kann sie dies nicht, bevor das Kind nicht ein Jahr alt ist.